# .mv
.mv es el dominio de nivel superior geográfico (ccTLD) para las Maldivas.